# Daniel Hilario
Daniel Hilario (* 14. Juni 1979 in Puigcerdà) ist ein spanischer Eishockeyspieler, der seit 1998 bei CG Puigcerdà in der Spanischen Superliga unter Vertrag steht.

## Karriere
Daniel Hilario begann seine Karriere als Eishockeyspieler in der Jugend von CG Puigcerdà, für dessen erste Mannschaft er in der Saison 1998/99 sein Debüt in der Superliga gab. Mit seinem Heimatverein gewann der langjährige Nationalspieler in den Jahren 2006, 2007 und 2008 jeweils den spanischen Meistertitel sowie 1999, 2004, 2005, 2007, 2008, 2009 und 2010 die Copa del Rey.

### International
Für Spanien nahm Hilario im Juniorenbereich an der U18-Junioren-C-Weltmeisterschaft 1995 und der U20-Junioren-D-Weltmeisterschaft 1999 teil. Im Seniorenbereich stand er im Aufgebot seines Landes bei der D-Weltmeisterschaft 1999 sowie bei den C-Weltmeisterschaften 2003, 2004, 2005, 2006, 2007, 2008 und 2009 und der B-Weltmeisterschaft 2011.

## Erfolge und Auszeichnungen
| - 1999 Spanischer Pokalsieger mit dem CG Puigcerdà - 2004 Spanischer Pokalsieger mit dem CG Puigcerdà - 2005 Spanischer Pokalsieger mit dem CG Puigcerdà - 2006 Spanischer Meister mit dem CG Puigcerdà - 2007 Spanischer Meister mit dem CG Puigcerdà | - 2007 Spanischer Pokalsieger mit dem CG Puigcerdà - 2008 Spanischer Meister mit dem CG Puigcerdà - 2008 Spanischer Pokalsieger mit dem CG Puigcerdà - 2009 Spanischer Pokalsieger mit dem CG Puigcerdà - 2010 Spanischer Pokalsieger mit dem CG Puigcerdà |